# 国際連合安全保障理事会決議260
国際連合安全保障理事会決議260（こくさいれんごうあんぜんほしょうりじかいけつぎ260、英: United Nations Security Council Resolution 260）は、1968年11月6日に国際連合安全保障理事会で採択された決議である。赤道ギニアの国際連合への加盟申請を検討した上で、国際連合総会に対して承認勧告を行った。